# Pimelea barbata
Pimelea barbata är en tibastväxtart. Pimelea barbata ingår i släktet Pimelea och familjen tibastväxter.

## Underarter
Arten delas in i följande underarter:
- P. b. barbata
- P. b. omoia